# スタニスラス＝アンドレ・ステーマン

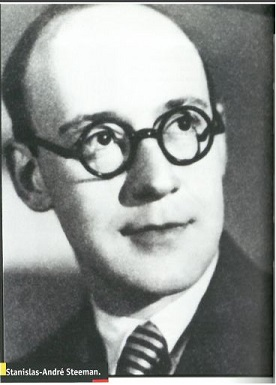
スタニスラス＝アンドレ・ステーマン

スタニスラス=アンドレ・ステーマン（Stanislas-André Steeman, 1908年 - 1970年）はベルギーの小説家。

## 概要
リエージュ出身。
1924年にブリュッセルの"La Nation belge"誌の記者となる。
1928年に"La Nation belge"の同僚のSintairと合同で推理小説を執筆し、1932年までに5冊を刊行した。
1929年からは単独でも執筆をし、1931年に"Six hommes morts"（邦訳『六死人』）でフランス冒険小説大賞を受賞。
1970年にマントンで死去。

## 代表作

### マレーズ警部もの
- "Péril"（1930年）
- "Le doigt volé"（1930年）

邦訳『盗まれた指』
- "Zéro"（1932年）

邦訳『ゼロ』

### ヴォロベイチク（ウェンズ氏）もの
- "Six hommes morts"（1931年）

邦訳『六死人』（『殺人環』） - マレーズ警部についての言及あり
- "La nuit du 12 au 13"（1931年）[1]- 「十二日から十三日の夜」
- "Un dans Trois"（1932年）

邦訳『三人の中の一人』
- "L'assassin assassiné (Le trajet de la foudre)"（1934年）- 「連鎖する落雷」
- "L'ennemi sans visage (M. Wens et l'automate)"（1934年）- 「見えない敵」
- "Crimes à vendre (Le furet)"（1946年）- 「犯罪売ります」
- "Poker d'enfer"（1955年）
- "La morte survit au 13 "（1958年） - ウェンズ氏の少年時代の話。同名の父親が探偵役[2]

### マレーズ警部・ウェンズ氏の共演
- "Les atouts de M.Wens"（1932年）

邦訳『ウェンズ氏の切り札』 - 探偵役はウェンズ氏
- "Le mannequin assassiné"（1932年）

邦訳『マネキン人形殺人事件』 - 探偵役はマレーズ警部

### デジレ・マルコもの
- "Madame la mort"（1951年）
- "Dix-huit fan tôme"（1952年）- 「十八人の幽霊」
- "Faisons les fous"（1961年）

### ノンシリーズ
- "Feu Lady Anne (L'adorable spectre) "（1935年） - 英国が舞台で探偵役もスコットランドヤードのコトネージ警部。
- "L'Infaillible Silas Lord"（1937年） - 間違ってばかりなのに事件を解決してしまうサイラス卿（Infaillible Silas Lord）が探偵役。
- "Le fils de Balaoo "（1937年）
- "L'Infaillible Silas Lord "（1938年）
- "L'Assassin habite... au 21 "（1939年）

邦訳『殺人者は21番地に住む』
1942年にアンリ＝ジョルジュ・クルーゾーの監督デビュー作として同題で映画化される。
- "Légitime défense"（1942年）- 『犯罪河岸』

1947年に"Quai des Orfèvres"（邦題『犯罪河岸』）の題名で映画化される（監督：アンリ＝ジョルジュ・クルーゾー、主演ルイ・ジューヴェ）。
- "Haute tension"（1953年）
- "Impasse des boîteux"（1959年）

### 短編
- "Le Mort dans L'Ascenseur"（1930年） - ウェンズ氏もの短編。

邦訳「エレベーターの中の死体」（ＨＭＭ'09.7、早川書房）
- "Les yeux éteints"（1932年）

邦訳「見えない眼」（ＨＭＭ'81.2、早川書房）
- "Le Mort Burlesque ou crime à distance"（1933年）

邦訳「風変りな死体」（ＨＭＭ'04.11、早川書房）
- 他にマレーズ警部もの短編が複数あるが未訳[3]。

## 合作
- "Le Mystère du zoo d'Anvers"（1928年）
- "Le Treizième Coup de minui"（1928年）
- "Le Maître de trois vies"（1929年）
- "Le Diable au collège"（1930年）
- "Le Guet-apens"（1932年）
- いずれもSintairとの共同作品。